# Trouvelot (krater)
För andra betydelser, se Trouvelot.
Trouvelot är en nedslagskrater på planeten Mars namngiven efter den franske astronomen Étienne Léopold Trouvelot.
Kratern har en diameter på ungefär 148 km.